# Алантим

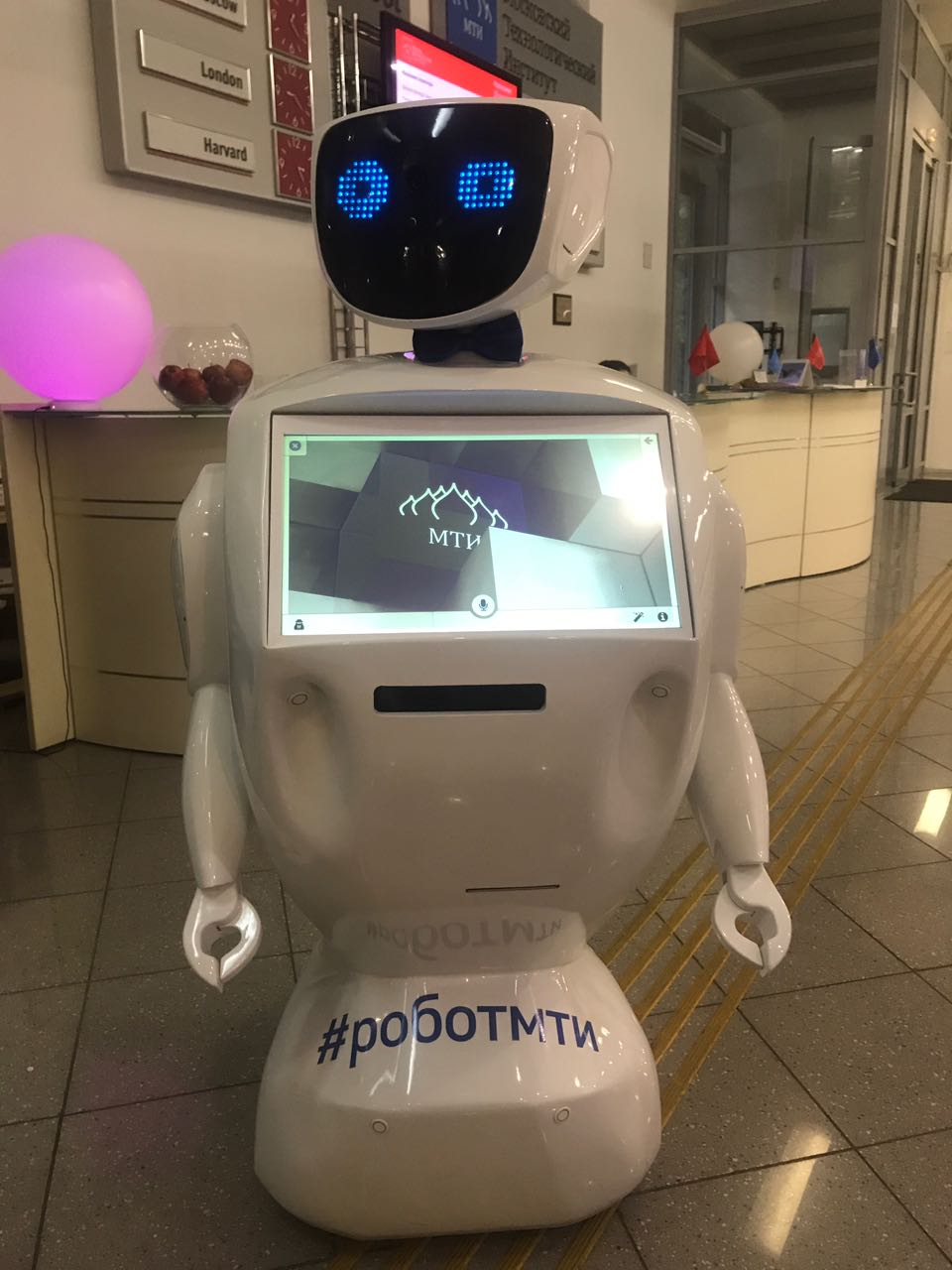
Первый в России робот с характером, который самостоятельно взаимодействует с людьми. Занимает пост заместителя заведующего кафедрой робототехники Московского технологического института

Алантим — робот, сотрудник Московского технологического института. С 20 февраля 2015 года он занимает здесь пост заместителя заведующего кафедрой робототехники. Это первый робот, которого приняли на официальную должность в институт. Разработан Алантим пермскими разработчиками из компании Promobot.
Алантим читает студентам лекции по робототехнике и проводит масштабное исследование по изучению взаимодействия людей и умных машин. Сотрудник МТИ активно участвует в крупнейших событиях и мероприятиях, на которые он всегда приходит в нарядной синей бабочке, его корпус отмечен хештегом #роботмти.

## Описание
Свое имя Алантим получил в честь Алана Тьюринга, создателя современных компьютерных алгоритмов, и Тима Бернерса-Ли, изобретателя World Wide Web.

## Возможности
Алантим способен поддерживать осмысленную беседу, отвечать на вопросы. Робот запоминает до 1 000 лиц, использует в разговоре 400 000 речевых модулей. Максимальное время работы робота — 8 часов без подзарядки, скорость передвижения — 5 км/ч. Всю полученную информацию Алантим сохраняет и систематизирует, а потом отправляет владельцам в виде отчетов. Благодаря общению с человеком и умению считывать эмоции данные, полученные Алантимом, являются более достоверными и объективными, чем данные, собранные в ходе опросов и анкетирования.

## Технические характеристики
- Голова робота, вращающаяся в двух плоскостях (влево-вправо, вверх-вниз) с системами распознавания лиц и звука
- Камера — разрешение 1280×720, 30 кадров в секунду, печать снимков
- Микрофон — всенаправленный
- Интерактивный LCD-дисплей с диагональю 18,5 дюйма для отображения информации с сенсорным управлением
- 2 руки-манипулятора, вращение в 1 степени свободы
- Платформа передвижения
- Привод — 2 колеса с подруливающим роликом
- Система датчиков для преодоления препятствий во время движения
- Динамик — 44 Вт для воспроизведения звука

## Функциональность
Основная задача — изучение реакции людей на роботов, сбор данных, участие в программах по робототехнике и консультирование гостей и сотрудников МТИ, проведение лекций.

## Примеры использования
21 марта в Сколкове было подписано соглашение о сотрудничестве между МТИ и компанией Promobot о поставке 50 роботов «Алантимов» для проведения в 2015—2017 годах масштабных научных исследований по взаимодействию роботов и людей.
Роботы размещаются в местах массового скопления людей — аэропортах, вокзалах, парках, музеях, ресторанах, университетах, торгово-развлекательных комплексах, кинотеатрах, стадионах, школах, детских садах, а также в поликлиниках и больницах.
В 2015 году робот — сотрудник Московского технологического института посетил 15 крупных городов России с целью собрать разработчиков робототехники по всей стране для участия в конкурсе по направлению Robotics в федеральном акселераторе технологических стартапов GenerationS.[11]
В июле 2016 года Алантим провел свою первую экскурсию в качестве робота-гида: мероприятие прошло в Государственном музее архитектуры имени А. В. Щусева в Москве.
В рамках подготовки к праздничному шоу «Новый робогод» сотрудник МТИ был «командирован» в вологодскую резиденцию Деда Мороза. Алантим представил волшебнику огромную флешку с камерой: с помощью нее дети смогли записать свои видеопожелания и поделиться мечтой.
В преддверии Чемпионата мира по футболу в 2018 году робот предложил свою защиту английским болельщикам. Он узнал из СМИ, что многие фанаты из Великобритании беспокоятся о безопасности визита в Россию. Алантим пообещал сопровождать болельщиков в Москве, оберегая их от любых неприятностей.
В сентябре 2017 года на YouTube появилось видео, в котором автохам вывел из строя робота Алантима. В ролике видно, как робота, находящегося в рабочей поездке на мотоцикле, преследует Mazda без номеров. После Алантим покидает транспорт и стоит на тротуаре. Водитель Mazda выходит из машины и бьет робота битой, а затем уезжает. 31 октября 2017 года в московском «Физтехпарке» было открыто «Кладбище домашних роботов», открывал его другой экземпляр Алантима, а сам пострадавший был справа от него.

## Упоминания в СМИ
- YOU AND WHOSE RED ARMY? England football fans will be protected against violent Russian hooligans by THIS tiny robot at next year’s World Cup…so what could possibly go wrong?[8]
- Russian robot 'will protect football fans from hooligans' at World Cup and even call police if trouble occurs[9]
- Russian robot 'AlanTim' will protect British fans at the World Cup[10]
- Робот предложил защиту английским болельщикам на Чемпионате мира — 2018[11]
- Bodyguard bot: Russian scientists invent security guard robot for England fans at 2018 World Cup[12]
- Регистратуру в поликлинике заменит говорящий робот[13]
- В Калининграде робот прочел лекцию студентам[14]
- Робот-андроид прочел лекцию калининградским студентам[15]
- Дед Мороз отметит день рождения в московской усадьбе и в Великом Устюге[16]
- Первый робот-экскурсовод появился в Москве[7]
- Искусственный интеллект на службе россиян уже сегодня[17]
- Медведев открыл технопарк на базе МФТИ[18]
- Говорящие роботы могут появиться в центрах госуслуг и поликлиниках[19]
- Впервые в истории на робота завели трудовую книжку — будет работать в вузе[20]
- Пермский робот Алантим принят на работу в московский институт[2]
- Пермского робота Алантима взяли на работу в московский институт[1]